# موراوسکی ژیژکوو
موراوسکی ژیژکوو (به چکی: Moravský Žižkov) یک منطقهٔ مسکونی در جمهوری چک است که در ناحیه برتسلاو واقع شده‌است. موراوسکی ژیژکوو ۱٬۴۳۲ نفر جمعیت دارد.